# États-Unis d'Europe
Ne doit pas être confondu avec Empire européen.
Pour un article plus général, voir Fédéralisme européen.
Les États-Unis d’Europe sont un scénario prospectif de l'évolution de l'Europe politique, principalement représentée par l'Union européenne, fondé sur le fédéralisme européen, dans lequel les pays européens seraient des entités fédérées dans un super-État fédéral européen, sur le modèle équivalent aux États-Unis d'Amérique,,.

## Histoire
Au XVIIIe siècle, l'abbé de Saint-Pierre évoque déjà une unification de l'Europe dans ses Mémoires pour rendre la paix perpétuelle en Europe (1713). Il a l'idée d'un « grand projet de l'union des princes chrétiens pour rendre la paix perpétuelle en Europe ».

### XIXesiècle
Felix Markham rapporte que Napoléon a évoqué, à Saint-Hélène, le projet qu'il avait eu d'unir les pays d'Europe pour former les États-Unis d'Europe,.

« […] l’Empereur, plus loin, disait : « Une de mes plus grandes pensées avait été l’agglomération, la concentration des mêmes peuples géographiques qu’ont dissous, morcelés les révolutions et la politique. Ainsi l’on compte en Europe, bien qu’épars, plus de 30 000 000 de Français, 15 000 000 d’Espagnols, 15 000 000 d’Italiens, 30 000 000 d’Allemands : j’eusse voulu faire de chacun de ces peuples un seul et même corps de nation. C’est avec un tel cortège qu’il eût été beau de s’avancer dans la postérité et la bénédiction des siècles. Je me sentais digne de cette gloire !
Après cette simplification sommaire, observait-il, il eût été plus possible de se livrer à la chimère du beau idéal de la civilisation ; c’est dans cet état de choses qu’on eût trouvé plus de chances d’amener partout l’unité des codes, celle des principes, des opinions, des sentiments, des vues et des intérêts. Alors peut-être, à la faveur des lumières universellement répandues, devenait-il permis de rêver, pour la grande famille européenne, l’application du congrès américain, ou celle des amphictyons de la Grèce ; et quelle perspective alors de force, de grandeur, de jouissances, de prospérité ! Quel grand et magnifique spectacle ! »
[…]
« Quoi qu’il en soit, cette agglomération arrivera tôt ou tard par la force des choses ; l’impulsion est donnée, et je ne pense pas qu’après ma chute et la disparition de mon système, il y ait en Europe d’autre grand équilibre possible que l’agglomération et la confédération des grands peuples. Le premier souverain qui, au milieu de la première grande mêlée, embrassera de bonne foi la cause des peuples, se trouvera à la tête de toute l’Europe, et pourra tenter tout ce qu’il voudra. » »

— Le Mémorial de Sainte-Hélène, lundi 11 novembre 1816

« Enfin j’ai entendu maintes fois Napoléon, et en diverses circonstances, répéter qu’il eût voulu un Institut européen, des prix européens, pour animer, diriger et coordonner toutes les associations savantes en Europe. Il eût voulu pour toute l’Europe l’uniformité des monnaies, des poids, des mesures ; l’uniformité de législation. « Pourquoi, disait-il, mon Code Napoléon n’eût-il pas servi de base à un Code européen, et mon Université impériale à une Université européenne ?
De la sorte, nous n’eussions réellement, en Europe, composé qu’une seule et même famille. Chacun, en voyageant, n’eût pas cessé de se trouver chez lui. » »

— Le Mémorial de Sainte-Hélène, jeudi 14 novembre 1816
En 1831, Wojciech Jastrzębowski présente un projet d'Europe unie en une seule entité sans frontières intérieures dans sa publication Vision d’une alliance des nations européennes.
En 1839, un document publié à Londres présente les États-Unis d'Europe comme un aboutissement couronnant l'alliance des peuples.
Après la Révolution française de 1848 due en partie au krach de 1847, l'idée des États-Unis d'Europe se propagea.
En 1848, Émile de Girardin promeut l'idée des États-Unis d'Europe :

« Nous nous sommes écrié : Confiance ! Confiance ! Parce que, de la hauteur des barricades, nos yeux voyaient déjà au loin se lever pour la France une politique toute nouvelle, une sainte alliance des peuples, une vaste confédération républicaine, industrielle, commerciale et maritime, qui pourrait s'appeler : les États-Unis d'Europe, qui aurait ses congrès, sa flotte, son armée (armée considérablement réduite, volontairement recrutée, largement soldée, sévèrement choisie), la même monnaie, le même système métrique, les mêmes impôts, le même maximum d'heures de travail, le même minimum de salaire, etc., etc., etc. »

— Émile de Girardin, Bon sens, bonne foi, 1848
En 1869, le député prussien Rudolph Virchow prône également cette union, dans une acception éminemment pacifiste.
On peut noter que l'un des projets réformateurs du Trialisme slave impliquait la création des États-Unis de Grande Autriche.

#### Victor Hugo

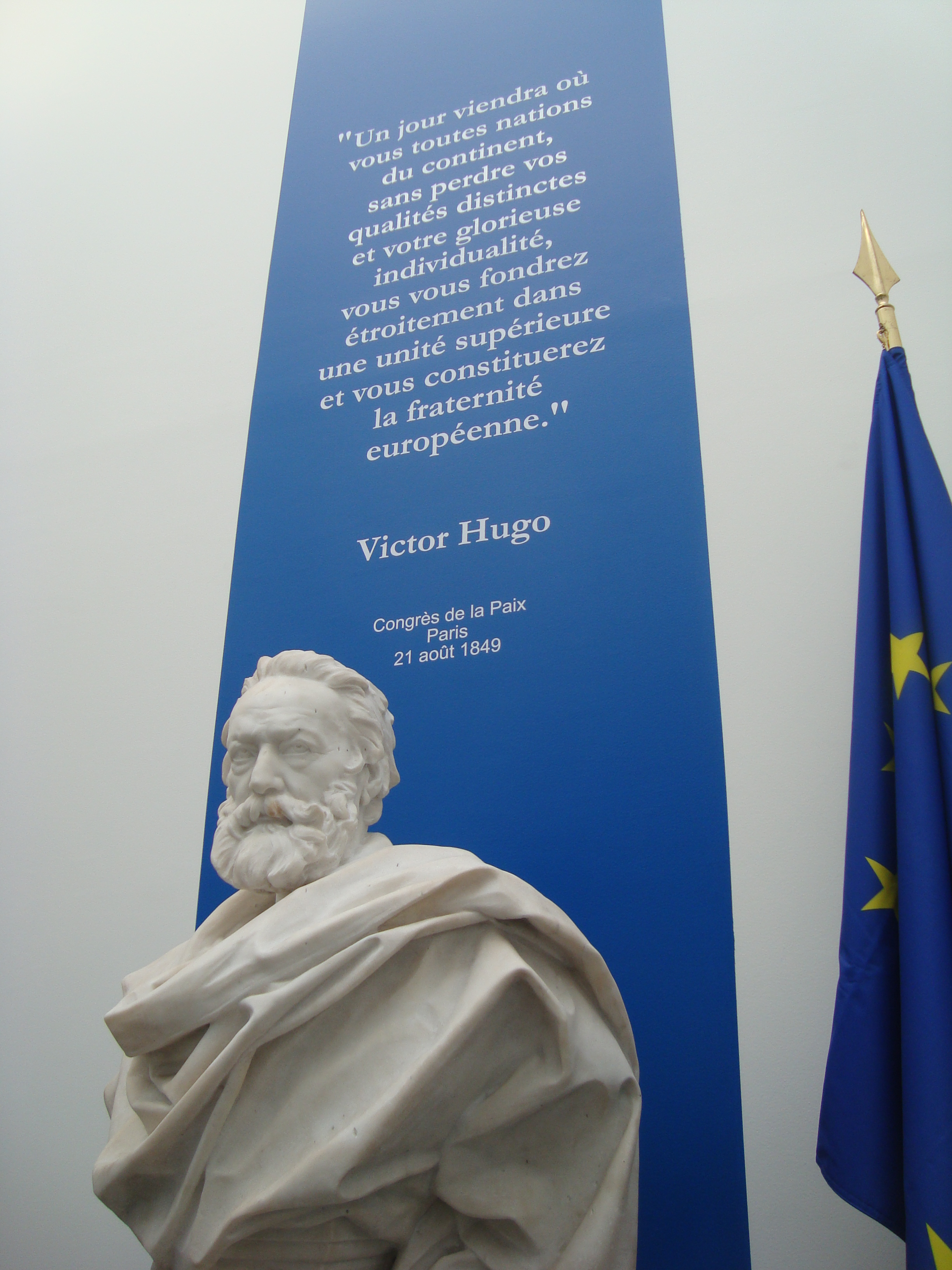
Buste d'Hugo à l'Assemblée nationale avec extrait de son discours de 1849.

Si Victor Hugo n'est pas le premier à défendre l'idée des États-Unis d'Europe, il en est le principal influenceur.
« États-Unis d’Europe » est une expression utilisée par Victor Hugo, le 21 août 1849, à l'occasion du Congrès international de la paix de Paris. C'est ensuite le titre d'une revue consacrée à la paix créée en 1867 et installée à Genève.
Extrait du discours de Victor Hugo :

« Un jour viendra où les armes vous tomberont des mains, à vous aussi !
Un jour viendra où la guerre paraîtra aussi absurde et sera aussi impossible entre Paris et Londres, entre Pétersbourg et Berlin, entre Vienne et Turin, qu'elle serait impossible et qu'elle paraîtrait absurde aujourd'hui entre Rouen et Amiens, entre Boston et Philadelphie.
Un jour viendra où vous France, vous Russie, vous Italie, vous Angleterre, vous Allemagne, vous toutes nations du continent, sans perdre vos qualités distinctes et votre glorieuse individualité, vous vous fondrez étroitement dans une unité supérieure, et vous constituerez la fraternité européenne, absolument comme la Normandie, la Bretagne, la Bourgogne, la Lorraine, l'Alsace, toutes nos provinces, se sont fondues dans la France.
Un jour viendra où il n'y aura plus d'autres champs de bataille que les marchés s'ouvrant au commerce et les esprits s'ouvrant aux idées.
Un jour viendra où les boulets et les bombes seront remplacés par les votes, par le suffrage universel des peuples, par le vénérable arbitrage d'un grand sénat souverain qui sera à l'Europe ce que le parlement est à l'Angleterre, ce que la diète est à l'Allemagne, ce que l'Assemblée législative est à la France.
Un jour viendra où l'on montrera un canon dans les musées comme on y montre aujourd'hui un instrument de torture, en s'étonnant que cela ait pu être. »

Le 17 juillet 1851, à l'Assemblée législative, Hugo argumente :

« Le peuple français a taillé dans le granit indestructible et posé au milieu du continent monarchique de l'Europe
la première assise de cet immense édifice qui s'appellera un jour les États-Unis d'Europe (approbation à gauche - Rires sur les bancs de la majorité). »

— Hugo

Les États-Unis d'Europe, dont Victor Hugo fut l'un des inspirateurs originels, constituent le premier échelon d'une entreprise se voulant universelle, censée aboutir, in fine, à une concorde planétaire entre les Hommes, quels qu'ils soient, par-delà les castes. Hugo écrit : 

« Elle s'appellera l'Europe, au XXe siècle, et, aux siècles suivants, plus transfigurée encore, elle s'appellera l'Humanité. »

— Paris-guide, exposition universelle de 1867.

### XXesiècle
Léon Trotski, en 1923, publiait l'un de ses premiers articles et militait pour des États-Unis d'Europe. Le célèbre homme politique russe souhaitait également l'entrée de son pays dans ces États-Unis d'Europe, et allait même jusqu'à proposer une union économique mondiale.
En 1927, dans son ouvrage Jaune, bleu, blanc, Valery Larbaud révèle sa pensée politique où il traite longuement d'un projet d'États-Unis d'Europe. Ils seraient pour lui constitués d'Etats membres qui correspondent aux « vraies nations » du continent, dont l'Occitanie qui va au nord de sa ville natale, Vichy, jusqu'à la capitale occitane rêvée qu'est Montpellier, au sud,. Dans une optique « post-France », il imagine pour les différends peuples une « Direction centrale d’un Conseil Amphictyonique européen ».
Winston Churchill soutenait les États-Unis d'Europe à destination des États européens continentaux (n'y incluant donc pas le Royaume-Uni, alors à la tête de son Empire vacillant). Le 19 septembre 1946, dans un discours à l'université de Zurich, il déclare :

« Nous devons former un genre d'« États-Unis d'Europe ». Ainsi (et de cette manière uniquement), des centaines de millions de travailleurs retrouveront la possibilité de connaître les joies simples et les espoirs qui font que la vie vaut la peine d'être vécue. »

Hormis Léon Trotski et Winston Churchill, le XXe siècle abrite d'autres militants des États-Unis d'Europe. Stefan Zweig, célèbre écrivain et journaliste autrichien, rejoignait l'idée d'un fédéralisme européen, ainsi qu'Aristide Briand, réussissant presque à créer les États-Unis d'Europe à l'aube des années 1930.
George Orwell est également pour les États-Unis d'Europe, « à condition qu'ils fussent socialistes ».

### XXIesiècle
Aujourd'hui et notamment en réaction à la crise économique, financière, sociale et environnementale, de nombreux intellectuels et responsables politiques appellent de leurs vœux une fédéralisation de l'Union européenne. Selon ces partisans du fédéralisme, dont Jacques Attali est un des principaux représentants, la défense des valeurs et intérêts européens ne pourra réussir dans un monde d'États continents (États-Unis, Chine, Brésil, Russie, etc.) que si les Européens parviennent à unir leurs forces. À titre d'exemple, les défis que constituent la crise des dettes souveraines et la transition écologique ne pourraient être relevés que par une fédération européenne car les États membres de l'Union européenne ne possèdent pas individuellement la masse critique suffisante pour résoudre ces problèmes. La mise en place d'une fédération européenne répondrait aussi à la critique relative au déficit démocratique de l'Union européenne actuelle[réf. nécessaire].
Dans les défenseurs des États-Unis d'Europe, on retrouve également Édouard Tétreau, expert en économie, professeur à HEC Paris et chroniqueur pour Les Échos,.
En juin 2009, Ségolène Royal militait à son tour pour les États-Unis d'Europe.
Le 15 septembre 2010, le Groupe Spinelli est fondé, dans le but de relancer la recherche d'un fédéralisme au sein de l'Union européenne.
En février 2013, afin d'aller « au bout de l'idée de l'euro », Pier Luigi Bersani, leader de la formation du Parti démocrate (PD, centre gauche) aux élections générales italiennes, exprimait sa volonté de créer des États-Unis d'Europe, paroxysme d'un fédéralisme qui manquerait à une Europe en mal de croissance économique, mais aussi d'évolution politique.
Le XXIe siècle amène à nouveau dans les débats politiques la question des États-Unis d'Europe. Parmi les pays concernés, dix se prononcent pour une évolution en ce sens. Ainsi, l'Allemagne, l'Autriche, la Belgique, le Danemark, l'Italie, le Luxembourg, les Pays-Bas, la Pologne, le Portugal et l'Espagne plaident en faveur des États-Unis d'Europe.
En France, on retrouve également Laurence Parisot, présidente du Mouvement des entreprises de France (MEDEF) de 2005 à 2013, qui soutient l'idée d'États-Unis d'Europe.
Pour les élections européennes de 2024 en France, Nathalie Arthaud, tête de liste Lutte ouvrière, défend la création des « États-Unis socialistes d’Europe ».

### La marche forcée du projet
L'adoption du traité de Lisbonne en 2007 est un sujet de polémique entre pro et anti-européistes, dans la mesure où ce dernier reprend en grande partie le contenu du Traité constitutionnel européen pourtant rejeté par référendums en France et aux Pays-Bas; ce qui donne l'impression d'une construction politique de l'unité européenne contre la volonté des peuples[réf. souhaitée].
Guy Verhofstadt affirmait en mai 2012 que les chefs d'État européens seraient « obligés » de créer un État fédéral européen rapidement, prenant l'exemple des États-Unis d'Amérique qui ont créé une monnaie commune après la création d'un État fédéral.
En juin 2012, Angela Merkel annonçait être en faveur de la création d'un ministère des finances européen, avec toutefois un nombre limité d'États membres. François Hollande se montrait hésitant sur le sujet, bien conscient, d'après Europe 1, qu'il serait contraint de suivre ses voisins allemands vers le fédéralisme européen.
Depuis 2013, année de l'unification de la juridiction des brevets et de l'adhésion de la Croatie, dernier membre en date; l'Union Européenne n'a  plus connu de réformes majeures en direction de la fédéralisation. Face au danger posé par la guerre russo-ukrainienne et aux tentatives de déstabilisation tant de la main des États-Unis de Trump que de la Russie de Poutine, sa cohésion est même plutôt mise à rude épreuve désormais.

### Critiques des États-Unis d'Europe
Lénine écrivit un mot d'ordre contre les États-Unis d'Europe en 1915, qui sera contredit par Léon Trotski en 1923. Techniquement, l'URSS proposait justement de fédérer l'Europe, et à long terme toute la planète, autour de l'idéologie transnationale du communisme pour les pays qui voulaient y adhérer. Dans les faits, le Bloc de l'Est sera toujours largement dominé par la RSFS de Russie, dans la continuité de l'ancien impérialisme russe; tandis que le bilan du communisme reste très mitigé. 
En 1922, Léon Daudet considère les États-Unis d'Europe comme un lieu commun du XIXe siècle, qu'il qualifie d'« idole » et d'« ânerie ». 
Après les louanges des États-Unis d'Europe, on retrouve également des personnalités ou encore des institutions qui critiquent cette idée. Nigel Farage, député européen et eurosceptique, critiquait en octobre 2011 ce projet, qualifié de « fou ». Il affirme que cette idée n'est bonne qu'en acceptant de dévaluer la monnaie européenne, en repartant sur une base moins ambitieuse. Il accuse les dirigeants européens de « carriérisme » dans la volonté de créer des États-Unis d'Europe.
Édouard Tétreau, dans un article pour Le Monde, dénonce le profit de l'agence de notation Standard & Poor's dans le mauvais état actuel de l'Union européenne.

## Revue
États-Unis d'Europe est également le titre de la revue créée par la Ligue internationale permanente de la paix après la Conférence de la paix de Genève en 1867. Cette revue paraîtra jusqu'au début de la Seconde Guerre mondiale, en 1939.